# 敷香駅 (内川炭鉱軌道)
敷香駅（しくかえき）は、樺太敷香郡敷香町に存在した三井鉱山内川炭鉱軌道の駅である。樺太庁鉄道東海岸線の敷香駅は当駅から約1.3km東に存在した。

## 歴史
- 1928年：当駅 - 内川駅間の建設開始。
- 1934年：上記区間の開通により開業[2]。
- 1936年7月：旅客営業を開始、旅客駅となる[3]。
- 1995年：チフメネヴォ(内川)炭鉱閉山に伴い全区間が廃止となり当駅も廃止となる。

## 隣の駅
三井鉱山内川炭鉱軌道
敷香駅 - 中敷香駅